# Носатенко, Пётр Яковлевич
Пётр Яковлевич Носатенко (род. 5 января 1959) — Первый заместитель Генерального директора, заместитель Генерального конструктора акционерного общества «Военно-промышленная корпорация „Научно-производственное объединение машиностроения“»(г. Реутов, Московская область) по ракетным комплексам стратегического назначения и средствам выведения (до июня 2011 года). С июня 2011 года — заместитель генерального директора акционерного общества «Корпорация космических систем специального назначения „Комета“» (г. Москва) по тематической работе, в последующем — по перспективным разработкам.

## Биография
Родился 5 января 1959 года в посёлке Лозовской Славяносербского района Ворошиловградской области (в настоящее время — Луганской области).
Окончил Московский государственный технический университет имени Н. Э. Баумана (1981) и очную аспирантуру МАМИ (1984). Кандидат физико-математических наук (1984), доцент (1990), доктор технических наук (2011).
Советник Российской академии ракетных и артиллерийских наук (недоступная ссылка)(2005) по научному отделению «Проблемы развития оборонно-промышленного комплекса, базовые технологии и технологии двойного применения, эксплуатация и утилизация вооружения и военной техники».
В АО «ВПК „НПО машиностроения Машиностроения“» работал на разных должностях от инженера до начальника научно-исследовательского отделения вибротеплопрочности (1992—1999), в период с 1991 по 1999 годы исполнял обязанности заместителя Генерального конструктора (по 1992 год), заместителя Генерального директора по стендово-испытательной базе и прочности, а также по созданию космического ракетного комплекса «Стрела» (с 1997 года).
С 1999 года — заместитель, с апреля 2002 года — первый заместитель Генерального директора — заместитель Генерального конструктора. До 2011 года — член Совета директоров открытого акционерного общества "Пермский завод «Машиностроитель» (г. Пермь), председатель Совета директоров открытого акционерного общества «Уральский научно-исследовательский институт композиционных материалов» (г. Пермь).
В июне 2011 года перешёл на работу в акционерное общество «Корпорация космических систем специального назначения „Комета“» на должность заместителя генерального директора АО «Корпорация „Комета“» по тематической работе.
Женат, имеет двух дочерей.
Кандидат в мастера спорта по автоспорту.

## Заслуги и награды
- Автор многочисленных научных трудов в области механики и термодинамики, численных методов, испытаний и эксплуатации ракетной и ракетно-космической техники, в том числе монографии, более 50 научных статей и двух учебно-методических пособий. Будучи экспертом от Российской Федерации в Международной организации по стандартизации (ISO) непосредственно участвовал в разработке трёх международных стандартов: ISO 14303 «Space systems — Launch-vehicle-to-spacecraft interfaces», ISO 15863 «Space systems — Spacecraft-to-launch-vehicle interface control document», ISO 1704 «Space systems — Spacecraft interface requirements document for launch-vehicle services».
- Медаль «300 лет Российскому флоту» (1996).
- Медаль «В память 850-летия Москвы» (1997).
- Заслуженный конструктор Российской Федерации (1999).
- Лауреат премии Российской Федерации им. Маршала Советского Союза Г. К. Жукова (2003).
- Орден Почёта (Россия) (2003).

## Публикации
- Григолюк Э. И., Носатенко П. Я. Простейший вариант нелинейных деформационных соотношений в цилиндрических координатах, 1983
- Григолюк Э. И., Носатенко П. Я. Плоское геометрически нелинейное напряжённо-деформированное состояние цилиндра при сдвиге, 1985
- Носатенко П. Я. О численном обосновании существования и единственности решения геометрически нелинейной задачи теории упругости, 1986
- Григолюк Э. И., Носатенко П. Я. К конечноэлементному решению геометрически нелинейной задачи теории упругости, 1986
- Григолюк Э. И., Носатенко П. Я. Аналитическое решение геометрически нелинейной задачи термоупругости цилиндрической оболочки, 1986
- Григолюк Э. И., Носатенко П. Я. К эффекту анизотропии в перекрестно армированных оболочках, 1986
- Григолюк Э. И., Носатенко П. Я. О пространственном подходе к численному решению задач механики тонкостенных конструкций, 1987
- Григолюк Э. И., Носатенко П. Я., Омельченко М. Н. Об устойчивости конечноэлементного решения задач механики композитных конструкций, 1988
- Григолюк Э. И., Носатенко П. Я., Ширшов Ю. Ю. Напряжённо-деформированное состояние перекрестно-армированного композита при свободном нагреве, 1988
- Носатенко П. Я. Численное исследование эффекта свободного края в перекрестно армированных оболочках, 1989
- Носатенко П. Я., Омельченко М. Н. Численное решение пространственных задач на собственные значения композитных оболочек, 1989
- Носатенко П. Я. Реализация МКЭ при пространственном геометрически нелинейном расчёте слоистых анизотропных оболочек, 1989
- Носатенко П. Я., Омельченко М. Н., Ширшов Ю. Ю. Нелинейное деформирование и устойчивость оболочек из композитных материалов, 1989
- Носатенко П. Я., Омельченко М. Н. Численное решение пространственной задачи свободных колебаний слоистых анизотропных оболочек вращения из композитных материалов, 1990
- Носатенко П. Я., Омельченко М. Н. Влияние анизотропии на устойчивость перекрестно армированной цилиндрической оболочки, 1990
- Григолюк Э. И., Носатенко П. Я. Об эффекте анизотропии в оболочках вращения при неосесимметричном нагружении, 1990
- Григолюк Э. И., Носатенко П. Я., Ширшов Ю. Ю. Численное решение геометрически нелинейных задач обобщённой плоской деформации слоистых анизотропных оболочек, 1990
- Носатенко П. Я. Устойчивость слоистого анизотропного кольца, 1991
- Носатенко П. Я., Омельченко М. Н. Трехмерный анализ устойчивости слоистых анизотропных оболочек вращения из композитных материалов, 1991
- Носатенко П. Я. Трехмерные задачи механики анизотропных оболочек вращения, 1992
- Носатенко П. Я. Численное решение трехмерных задач неосесимметричной деформации слоистых анизотропных оболочек вращения, 1993
- Носатенко П. Я. Численное решение пространственных задач механики слоистых анизотропных оболочек вращения из композитных материалов, 1995
- Демидов В. И., Носатенко П. Я., Семашко В. В., Хромушкин А. В., Ширшов Ю. Ю. Экспериментальное исследование устойчивости цилиндрических оболочек с упругим заполнителем при совместном действии осевого сжатия и внешнего давления, 2000
- Линник В. В., Носатенко П. Я. Ракета РС-18. 30 лет на боевом дежурстве. Методические основы продления сроков эксплуатации: наука и практика. «Вооружение. Политика. Конверсия», 2006 г., № 5
- Носатенко П. Я. Гиперзвуковое оружие будущего — проблемы создания. «Вооружение. Политика. Конверсия», 2008 г., № 6
- Горский В. В., Носатенко П. Я. Математическое моделирование процессов массо- и теплообмена при аэротермохимическом разрушении композиционных теплозащитных материалов на кремнеземной основе, 2008
- Березовский А. В., Носатенко П. Я., Тушев О. Н. Чувствительность спектрального отклика нелинейных моделей объектов ракетно-космической техники к вариациям её параметров, 2008
- Nosatenko P. Ya., Nikitenko V. I., Bobrov A. V., Vvedesky N. I., Likhoded A. I. Equivalent modes for spacecraft vibroacoustic verification tests, 1997
- Nosatenko P. Ya., Bobrov A. V., Baranov M. L., Shlyapnikov A. N. Experimental determination of acoustic loads during launches of Strela LV and calculation of test modes for a spacecraft to be delivered by it to space, 1997]
- Nosatenko P. Ya., Weichman E. V., Vikulin V. P., Rozov N. V., Khromushkin A. V. Thermal and vibration strength tests as an alternative to gas jet thermal strength tests, 1993

## На телевидении
- Авторская программа Аркадия Мамонтова «Стилет»[4]